# المترجمون (فلم)
المترجمون، ( (بالفرنسية: Les Traducteurs) ) هو فيلم فرنسي مشوق لعام 2019 من اعداد ريجيس روينزارد .

## قطعة
ديدالوس هي ثلاثية من أكثر الكتب مبيعًا ، وينتظر كتابها الأخير بحماس . تسعة مترجمين محبوسين في كوخ تحت قصر فرنسي للعمل عليه. على الرغم من السرية ، يتم سرقت الصفحات الأولى على الويب. . .

## المصبوب
- لامبرت ويلسون : الناشر إيريك أنجستروم
- أليكس لوثر : مترجم اللغة الإنجليزية أليكس غودمان
- أولغا كوريلينكو: المترجمة الروسية كاترينا أنيسينوفا
- ريكاردو سكامارشيو: المترجم الإيطالي داريو فاريلي
- Sidse Babett Knudsen : هيلين توكسين ، المترجمة الدنماركية
- إدواردو نورييغا : مترجم إسباني خافيير كاسال
- Anna Maria Sturm[الإنجليزية] : المترجمة الألمانية إنغريد كوربيل
- فريديريك تشاو : مترجم صيني تشين ياو
- ماريا ليت : المترجمة البرتغالية تيلما ألفيس
- مانوليس مافروماتاكيس : المترجم اليوناني كونستانتينوس كيدرينوس
- سارة جيرودو : روز ماري هويكس ، مساعد إيريك أنجستروم
- باتريك باوتشاو : جورج فونتين ، بائع الكتب
- سيرجيو نيسترينكو : مارات
- إيليا نيكيتينكو : إيفان
- ميجلن ميرتشيف : سيرجي
- ميشيل بومبويل : روبرت مونتيل
- نيكولاس كوريتزكي : فيليب آرثر
- فينسيان ميليرو : كارول باور
- جايد فان جيا : لوسي سمادجا
- مارك أرنو : بول سييرا
- إيرينا مولويل : المفتش كامارا
- ستيفان بيزيرات : المفتش بولاسكي
- كيستر لوفلايس : مفتش بريطاني
- جاكوب هوبرغ لومان : زوج هيلين توكسين
- ألاسدير نوبل : الشاب أليكس غودمان
- سوزانا يواكيم موسدلاي : مضيفة في مطار لشبونة

## روابط خارجية
- المترجمون  في قاعدة بيانات الأفلام على الإنترنت (بالإنجليزية)
- المترجمون (فلم) في روتن توميتوز.